# Férfi 3000 méteres síkfutás a 2015. évi nyári európai ifjúsági olimpiai fesztiválon
A 2015. évi nyári európai ifjúsági olimpiai fesztiválon az atlétikai versenyszámokat Tbilisziben rendezték. A férfi 3000 méteres síkfutást július 28-án rendezték.

## Rekordok
A versenyt megelőzően a következő rekordok voltak érvényben:
| Ifjúsági világrekord | Abreham Cherkos (Etiópia)              | 7:32.37 |
| EYOF rekord          | Alves Francisco Javier (Spanyolország) | 8:21.00 |

## Döntő
| H     | Név                          | Nemzet           | E       | Mj  |
| ----- | ---------------------------- | ---------------- | ------- | --- |
| Arany | Elzan Bibic                  | Szerbia          | 8:50.10 |     |
| Ezüst | Nurkan Dağtekin              | Törökország      | 8:54.91 |     |
| Bronz | Tindaro Lisa                 | Olaszország      | 8:56.65 |     |
| 4     | Stanisław Slawomir Lebioda   | Lengyelország    | 8:58.75 |     |
| 5     | Annasse Mahboub El Hamdouini | Spanyolország    | 9:00.29 |     |
| 6     | Paul Scheucher               | Ausztria         | 9:10.17 |     |
| 7     | Guillaume Grimard            | Belgium          | 9:12.62 |     |
| 8     | Anders Søgnebotten Lang-Ree  | Norvégia         | 9:14.98 |     |
| 9     | Peter Daniel Herman          | Románia          | 9:15.11 |     |
| -     | Davit Abesadze               | Grúzia           | -       | DNF |
| -     | Aliaksandr Nikitsenka        | Fehéroroszország | -       | DQ  |